# Corneilhan
Corneilhan är en kommun i departementet Hérault i regionen Occitanien i södra Frankrike. Kommunen ligger i kantonen Béziers 3e Canton som tillhör arrondissementet Béziers. År 2022 hade Corneilhan 1 632 invånare.

## Befolkningsutveckling
Antalet invånare i kommunen Corneilhan
Referens:INSEE